# Jacques Graindorge (Altertumsforscher)
Jacques Graindorge, Sieur de Prémont (* 1614 in Caen; † 1659) war ein französischer Altertumsforscher.

## Leben
Jacques Graindorge entstammte einer angesehenen Familie, die in Caen in der Normandie ansässig war. Er lebte in Caen, ohne sich einem besonderen Fach zu widmen und war aufgrund seines Vermögens unabhängig. Allerdings verschaffte er sich autodidaktisch und durch eigene Anschauung gründliche Kenntnisse in der römischen Archäologie und Numismatik. Auf den Rat seines Freundes Pierre Daniel Huet, des gelehrten Bischofs von Avranches, entschloss er sich in seinen letzten Lebensjahren zur Erlernung der griechischen Sprache und vermochte schließlich sogar die Werke Homers im Original zu lesen. Auch in den neueren Sprachen war er sehr bewandert und er kannte sich in der italienischen und spanischen Nationalliteratur gut aus.
Huet gibt an, dass Graindorge für die Feinheit seines Geschmacks und die Richtigkeit seines Urteils noch mehr als für den Umfang seiner Kenntnisse gerühmt wurde. Deshalb hätten seine Freunde auf seine Kritik mehr Vertrauen setzen zu dürfen geglaubt als auf den Ausspruch einer ganzen Akademie. Da er aber einen behaglichen Lebensstil vorgezogen habe, den er durch seinen philosophischen Gleichmut und Mangel an Ehrgeiz entschuldigte, habe er seine Talente nicht ausreichend zum Nutzen der Allgemeinheit verwerten können. Einige wissenschaftliche Abhandlungen, die er in zeitgenössischen Sammelwerken abdrucken ließ, kamen nicht zur allgemeinen Kenntnis und waren bald vergessen. Er starb 1659 im Alter von etwa 45 Jahren an der Wassersucht, einer Krankheit, vor der er sich stets gefürchtet hatte.